# Athyrium philippinense
Athyrium philippinense là một loài dương xỉ trong họ Athyriaceae. Loài này được Christ, Cop. mô tả khoa học đầu tiên năm 1906.
Danh pháp khoa học của loài này chưa được làm sáng tỏ. 